# Zael (kommunhuvudort)
Zael är en kommunhuvudort i Spanien.   Den ligger i provinsen Provincia de Burgos och regionen Kastilien och Leon, i den centrala delen av landet, 190 km norr om huvudstaden Madrid. Zael ligger 842 meter över havet och antalet invånare är 126.
Terrängen runt Zael är platt, och sluttar västerut. Runt Zael är det glesbefolkat, med 19 invånare per kvadratkilometer. Närmaste större samhälle är Lerma, 10,4 km sydost om Zael. Trakten runt Zael består till största delen av jordbruksmark.